# Grand cercle
Pour la triade chinoise, voir Grand Cercle (triade).

Différents grands cercles, en noir, jaune et trait plein bleu.

En géométrie, un grand cercle est un cercle tracé à la surface d'une sphère qui a le même diamètre qu'elle. De manière équivalente, on peut définir un grand cercle comme un cercle tracé sur la sphère ayant le même centre que la sphère ; ou encore, comme l'intersection entre une sphère et un plan passant par le centre de cette sphère ; ou comme un cercle tracé sur la sphère de longueur maximale. Par exemple, que l'on modélise le globe terrestre par une sphère ou que l'on considère l'ellipsoïde, dans ces deux cas l'équateur est un grand cercle. De manière générale, un grand cercle tracé sur une sphère la divise en deux hémisphères égaux.

## Géodésiques
Les grands cercles sont les géodésiques d'une sphère, c’est-à-dire les chemins possédant la plus petite courbure et les arcs de grands cercles sont par conséquent les plus courts chemins reliant deux points à la surface d'une sphère. La distance la plus courte entre ces deux points est par ailleurs donnée par la distance du grand cercle.
En géométrie sphérique, les grands cercles sont l'équivalent des droites voir géométrie euclidienne.

## Cartographie
Sur Terre, l'équateur est un grand cercle (approximativement, en ignorant les variations d'altitude à la surface causées par le relief ou par les effets des marées et du climat sur le niveau de la mer) ; les autres parallèles n'en sont pas puisque leur rayon dépend de la latitude et devient nul aux pôles géographiques. Les méridiens sont des ellipses, proches d'un cercle, toutefois en projection sphérique (en ignorant les modifications d'altitude ainsi que l'aplatissement de la Terre aux pôles, le relief et les hauteurs de marée), ces ellipses sont souvent désignées en cartographie comme des « grands cercles » (ils sont les plus courts chemins à la surface de la Terre reliant les deux pôles à altitude constante et sans modification de cap).
À la surface de la Terre, le plus court trajet entre deux points (trajet « à vol d'oiseau » ou orthodromie) est un arc d'ellipse, sauf sur l'équateur où il est un arc de grand cercle. Sur un planisphère, ce trajet apparaît le plus souvent courbe selon la projection cartographique employée tandis qu'un itinéraire droit sur la même carte plane serait en réalité plus long en distance. Les itinéraires orthodromiques sont empruntés par les navires ou les avions pour les traversées océaniques ou intercontinentales, particulièrement aux latitudes élevées. Un avion effectuant un vol transcontinental vers l'ouest dans l'hémisphère nord survole généralement les régions arctiques, tandis qu'un tel vol vers l'est emprunte souvent un chemin plus au sud (bien que plus long en distance totale parcourue) afin de tirer avantage du courant-jet circulant d'ouest vers l'est en haute altitude (ce qui permet de gagner en vitesse et en temps total, et donc d'économiser du carburant).
Sur la sphère céleste, l'horizon, l'écliptique et l'équateur céleste sont également des grands cercles.